# Nati nel 1975/Gennaio
| Questa pagina contiene informazioni ricavate automaticamente dalle voci biografiche con l'ausilio del template Bio e di un bot. L'aggiornamento è periodico e automatico e ricostruisce completamente la pagina. Se manca una persona in questa lista, sei pregato di non aggiungerla, ma accertati piuttosto che la sua voce biografica contenga il template Bio e che i dati anagrafici siano correttamente compilati. Se il template Bio manca, inseriscilo tu stesso o, in alternativa, metti l'avviso {{tmp\|Bio}} che ne segnala la mancanza. Se i dati riportati sono sbagliati, correggi direttamente la voce biografica; le modifiche saranno visibili in questa lista entro pochi giorni. Per chiarimenti vedi il progetto biografie. La lista contiene solo le 368 persone che sono citate nell'enciclopedia e per le quali è stato implementato correttamente il template Bio. Pagina aggiornata al 18 ago 2025. |

- 1º gennaio - Chris Anstey, ex cestista e allenatore di pallacanestro australiano
- 1º gennaio - Federico Basso, comico e autore televisivo italiano
- 1º gennaio - Rania al Baz, giornalista saudita
- 1º gennaio - Sonali Bendre, attrice indiana
- 1º gennaio - Joe Cannon, ex calciatore statunitense
- 1º gennaio - Becky Kellar, ex hockeista su ghiaccio canadese
- 1º gennaio - Markoolio, rapper finlandese
- 1º gennaio - Ali Lemghaifry, arbitro di calcio mauritano
- 1º gennaio - Julie Manase, attrice giapponese
- 1º gennaio - Claire Mathon, direttrice della fotografia francese
- 1º gennaio - Jeff Moss, hacker statunitense
- 1º gennaio - Eiichirō Oda, fumettista giapponese
- 1º gennaio - Ayman Odeh, politico arabo
- 1º gennaio - Lorraine Pilkington, attrice irlandese
- 1º gennaio - Luca Rigoni, ex hockeista su ghiaccio e ex hockeista in-line italiano
- 1º gennaio - Bengt Sæternes, allenatore di calcio e ex calciatore norvegese
- 1º gennaio - Andrij Sybiha, diplomatico e politico ucraino
- 1º gennaio - Fernando Tatís, ex giocatore di baseball dominicano
- 1º gennaio - Andreas Wels, tuffatore tedesco
- 1º gennaio - Robert Westerholt, cantautore, chitarrista e compositore olandese
- 2 gennaio - José Bilibio, ex calciatore argentino
- 2 gennaio - Tore Bjonviken, ex fondista norvegese
- 2 gennaio - Corey Brewer, ex cestista statunitense
- 2 gennaio - Chris Cheney, cantante e chitarrista australiano
- 2 gennaio - Gabriel Hernández, ex pallanuotista e allenatore di pallanuoto spagnolo
- 2 gennaio - Polad Həşimov, generale azero († 2020)
- 2 gennaio - Edi Martini, allenatore di calcio e ex calciatore albanese
- 2 gennaio - Ferran Paredes Rubio, fotografo e direttore della fotografia spagnolo
- 2 gennaio - Giovanni Polidori, pallavolista italiano
- 2 gennaio - Doug Robb, cantautore e musicista statunitense
- 2 gennaio - David Sandström, batterista e produttore discografico svedese
- 2 gennaio - Dax Shepard, attore, regista e sceneggiatore statunitense
- 2 gennaio - Oleksandr Šovkovs'kyj, allenatore di calcio e ex calciatore ucraino
- 2 gennaio - Matteo Stefanelli, saggista, blogger e critico letterario italiano
- 2 gennaio - Reuben Thorne, ex rugbista a 15 e allenatore di rugby a 15 neozelandese
- 2 gennaio - Vladyslav Vaščuk, ex calciatore ucraino
- 3 gennaio - Thomas Bangalter, disc jockey e produttore discografico francese
- 3 gennaio - Ronald Cerritos, ex calciatore salvadoregno
- 3 gennaio - Djibril Diawara, ex calciatore senegalese
- 3 gennaio - Shanta Ghosh, ex velocista tedesca
- 3 gennaio - Gu Jun, ex giocatrice di badminton cinese
- 3 gennaio - Rafael Amargo, ballerino, coreografo e personaggio televisivo spagnolo
- 3 gennaio - Vitalij Kokorin, ex ciclista su strada russo
- 3 gennaio - Jun Maeda, scrittore, compositore e fumettista giapponese
- 3 gennaio - Jason Marsden, attore e doppiatore statunitense
- 3 gennaio - Elmer Martínez, ex calciatore salvadoregno
- 3 gennaio - Danica McKellar, attrice e matematica statunitense
- 3 gennaio - Lisa Misipeka, ex martellista, pesista e discobola samoana americana
- 3 gennaio - Roxana Scarlat, schermitrice rumena
- 3 gennaio - Robert Schultzberg, batterista svizzero
- 3 gennaio - Sergej Vyšedkevič, ex hockeista su ghiaccio russo
- 4 gennaio - Dan Beery, ex canottiere statunitense
- 4 gennaio - Shane Carwin, artista marziale misto statunitense
- 4 gennaio - Andrea Di Giandomenico, rugbista a 15, allenatore di rugby a 15 e dirigente sportivo italiano
- 4 gennaio - Fabio Fresia, pallanuotista italiano
- 4 gennaio - Massimiliano Iervolino, politico italiano
- 4 gennaio - Sara Indrio, cantautrice, percussionista e attrice danese
- 4 gennaio - Jill Marie Jones, attrice statunitense
- 4 gennaio - Sandra Kiriasis, ex bobbista e ex slittinista tedesca
- 4 gennaio - Francis Koroma, ex calciatore sierraleonese
- 5 gennaio - Karen Busck, cantante danese
- 5 gennaio - Émerson Carvalho da Silva, ex calciatore brasiliano
- 5 gennaio - Bradley Cooper, attore, regista e sceneggiatore statunitense
- 5 gennaio - Warrick Dunn, ex giocatore di football americano statunitense
- 5 gennaio - Mike Grier, ex hockeista su ghiaccio statunitense
- 5 gennaio - Anthony Idiata, ex altista nigeriano
- 5 gennaio - John King Jr., politico statunitense
- 5 gennaio - Émile Mbele, ex calciatore camerunese
- 5 gennaio - Stefania Proietti, politica e funzionaria italiana
- 5 gennaio - Igor Pugaci, ex ciclista su strada moldavo
- 5 gennaio - Emiliano Rey, ex calciatore argentino
- 6 gennaio - Trond Andersen, allenatore di calcio e ex calciatore norvegese
- 6 gennaio - Jan Budin, ex cestista italiano
- 6 gennaio - Ricardo Santos, giocatore di beach volley brasiliano
- 6 gennaio - Nicole DeHuff, attrice statunitense († 2005)
- 6 gennaio - James Farrior, ex giocatore di football americano statunitense
- 6 gennaio - Corin Hardy, regista britannico
- 6 gennaio - Josico, allenatore di calcio e ex calciatore spagnolo
- 6 gennaio - Roman Skuhravý, ex calciatore e allenatore di calcio ceco
- 6 gennaio - Antowain Smith, ex giocatore di football americano statunitense
- 6 gennaio - Oleksandr Spivak, ex calciatore ucraino
- 6 gennaio - Yukana, doppiatrice e cantante giapponese
- 7 gennaio - Bogdan Andone, allenatore di calcio e ex calciatore rumeno
- 7 gennaio - Gianangelo Bof, politico italiano
- 7 gennaio - Juan Castellanos, ex calciatore venezuelano
- 7 gennaio - Debora Danzi, ex cestista italiana
- 7 gennaio - Hossein Derakhshan, giornalista e blogger iraniano
- 7 gennaio - Jovan Gojković, calciatore serbo († 2001)
- 7 gennaio - Urs Imboden, ex sciatore alpino svizzero
- 7 gennaio - Frédéric Marin-Cudraz, ex sciatore alpino francese
- 7 gennaio - Joubert Araújo Martins, ex calciatore brasiliano
- 7 gennaio - Xavier Sánchez, allenatore di pallacanestro e ex cestista spagnolo
- 7 gennaio - Mojca Suhadolc, ex sciatrice alpina slovena
- 7 gennaio - Rob Waddell, canottiere neozelandese
- 8 gennaio - Giorgia Baratella, ex discobola italiana
- 8 gennaio - Diego Castrillón, ex cestista uruguaiano
- 8 gennaio - Reiko Chiba, attrice, doppiatrice e cantante giapponese
- 8 gennaio - DJ Clue, rapper e disc jockey statunitense
- 8 gennaio - Alessandro Davolio, ex cestista italiano
- 8 gennaio - Olena Hrušyna, ex danzatrice su ghiaccio ucraina
- 8 gennaio - Nelson Ingles, ex cestista argentino
- 8 gennaio - Tift Merritt, cantautrice statunitense
- 8 gennaio - Ylenia Scapin, ex judoka e allenatrice di judo italiana
- 8 gennaio - Dirk Verbeuren, batterista belga
- 9 gennaio - Andrzej Bachleda, ex sciatore alpino polacco
- 9 gennaio - James Beckford, ex lunghista e triplista giamaicano
- 9 gennaio - Stéphane Bergès, ex ciclista su strada francese
- 9 gennaio - David Bernabéu, ex ciclista su strada spagnolo
- 9 gennaio - Dalibor Grubačević, compositore, musicista e produttore discografico croato
- 9 gennaio - Justin Huish, arciere statunitense
- 9 gennaio - David Ling, ex hockeista su ghiaccio canadese
- 9 gennaio - Xavier Méride, ex calciatore francese
- 9 gennaio - Martin Poljovka, ex calciatore slovacco
- 9 gennaio - Arne Toonen, regista olandese
- 9 gennaio - Ionica Tudor, tuffatrice rumena
- 9 gennaio - André Vos, ex rugbista a 15 sudafricano
- 9 gennaio - Karim Zaza, ex calciatore marocchino
- 10 gennaio - Nevil Dede, allenatore di calcio e ex calciatore albanese
- 10 gennaio - Jake Delhomme, ex giocatore di football americano statunitense
- 10 gennaio - Marina Hands, attrice francese
- 10 gennaio - Mark Menghi, produttore discografico, compositore e bassista statunitense
- 10 gennaio - Miguel Ruiz, ex rugbista a 15 argentino
- 10 gennaio - Hai Ngoc Tran, ex calciatore vietnamita
- 10 gennaio - Antōnīs Vlontakīs, pallanuotista greco
- 10 gennaio - David Wong, scrittore statunitense
- 11 gennaio - Venetian Snares, compositore e musicista canadese
- 11 gennaio - Robert Hines, astronauta statunitense
- 11 gennaio - Chip Knight, ex sciatore alpino statunitense
- 11 gennaio - Liu Hongyu, ex marciatrice cinese
- 11 gennaio - Dan Luger, ex rugbista a 15 britannico
- 11 gennaio - Matteo Renzi, politico italiano
- 11 gennaio - Timbuktu, cantante e rapper svedese
- 11 gennaio - Caterina Venturini, scrittrice e sceneggiatrice italiana
- 12 gennaio - Munther Abdulla, ex calciatore emiratino
- 12 gennaio - Kōsuke Akiyoshi, pilota motociclistico giapponese
- 12 gennaio - Marina Akobija, pallanuotista russa
- 12 gennaio - Tom Berhus, ex calciatore norvegese
- 12 gennaio - Jenny De Cesarei, doppiatrice e direttrice del doppiaggio italiana
- 12 gennaio - Katerina Delī, ex cestista greca
- 12 gennaio - Tricia Devereaux, ex attrice pornografica statunitense
- 12 gennaio - Jason Freese, polistrumentista statunitense
- 12 gennaio - Pascal Gourville, ex calciatore mauritano
- 12 gennaio - Jurij Guržy, musicista, disc jockey e produttore discografico ucraino
- 12 gennaio - Rick Hoogendorp, ex calciatore olandese
- 12 gennaio - Leslie Johnson, ex cestista statunitense
- 12 gennaio - Andrea Maestri, politico italiano
- 12 gennaio - Oleg Musin, ex calciatore russo
- 12 gennaio - Richard Rufus, ex calciatore inglese
- 13 gennaio - Federico Antinori, ex cestista e allenatore di pallacanestro italiano
- 13 gennaio - Nedeljko Bajalica, fumettista serbo
- 13 gennaio - Abdelaziz Dnibi, ex calciatore marocchino
- 13 gennaio - Blasphemer, chitarrista norvegese
- 13 gennaio - Vedrana Grgin, ex cestista croata
- 13 gennaio - Nicolae Ivan, ex nuotatore rumeno
- 13 gennaio - Daniel Kehlmann, scrittore austriaco
- 13 gennaio - Tomasz Mackiewicz, alpinista polacco († 2018)
- 13 gennaio - Matej Mamić, ex cestista, allenatore di pallacanestro e dirigente sportivo croato
- 13 gennaio - Emiliano Palmieri, compositore italiano
- 13 gennaio - JS16, musicista, disc jockey e produttore discografico finlandese
- 13 gennaio - Arnold Schwellensattl, allenatore di calcio e ex calciatore italiano
- 13 gennaio - Jerry-Christian Tchuissé, ex calciatore camerunese
- 13 gennaio - Marina Granovskaia, dirigente sportivo e imprenditore russo
- 13 gennaio - Igor Warabida, ex pentatleta polacco
- 13 gennaio - Andrew Yang, imprenditore e filantropo statunitense
- 14 gennaio - Filippo Baldo, ex ciclista su strada italiano
- 14 gennaio - Artan Cuku, poliziotto albanese († 2017)
- 14 gennaio - Bud Eley, ex cestista statunitense
- 14 gennaio - Taylor Hayes, ex attrice pornografica statunitense
- 14 gennaio - Khem Raj Gurung, cantante nepalese († 2016)
- 14 gennaio - Oleg Kornauchov, allenatore di calcio e ex calciatore russo
- 14 gennaio - Jordan Ladd, attrice statunitense
- 14 gennaio - Bjarte Lunde Aarsheim, ex calciatore norvegese
- 14 gennaio - Ricardo López, criminale uruguaiano († 1996)
- 14 gennaio - Tania Modra, ex paraciclista australiana
- 14 gennaio - Rodolfo Sancho, attore spagnolo
- 14 gennaio - Alessandro Spezialetti, dirigente sportivo e ex ciclista su strada italiano
- 14 gennaio - Dragoș Tudorache, politico, magistrato e funzionario rumeno
- 15 gennaio - 9th Wonder, beatmaker statunitense
- 15 gennaio - Miguel Duragrin, ex calciatore francese
- 15 gennaio - Tony Heurtebis, ex calciatore francese
- 15 gennaio - Sámal Joensen, ex calciatore faroese
- 15 gennaio - Chrysostomos Michaīlidīs, allenatore di calcio e ex calciatore greco
- 15 gennaio - Mary Pierce, ex tennista francese
- 15 gennaio - Diana Razmaitė, ex cestista lituana
- 15 gennaio - Mariolina Simone, conduttrice radiofonica, conduttrice televisiva e autrice televisiva italiana
- 15 gennaio - Christiane Soeder, ciclista su strada austriaca
- 15 gennaio - Michela Tondinelli, ex rugbista a 15 e allenatrice di rugby a 15 italiana
- 15 gennaio - Sophie Wilmès, politica belga
- 15 gennaio - Martin Štrbák, ex hockeista su ghiaccio slovacco
- 16 gennaio - Nataliya Anisenkova, ex pallamanista ucraina
- 16 gennaio - Elena Antoci, ex mezzofondista rumena
- 16 gennaio - Haruna Doda, ex calciatore nigeriano
- 16 gennaio - Julie Ann Emery, attrice statunitense
- 16 gennaio - Marc Jackson, ex cestista statunitense
- 16 gennaio - Candy Okutsu, ex wrestler giapponese
- 16 gennaio - Greg e Colin Strause, regista statunitense
- 16 gennaio - Nozomi Yamago, ex calciatrice giapponese
- 17 gennaio - Tony Brown, ex rugbista a 15 e allenatore di rugby a 15 neozelandese
- 17 gennaio - Ciro De Caro, regista e sceneggiatore italiano
- 17 gennaio - Andrej Filičkin, ex sciatore alpino russo
- 17 gennaio - Squarepusher, musicista britannico
- 17 gennaio - Kim Jung-soo, ex calciatore sudcoreano
- 17 gennaio - Alex King, ex rugbista a 15 e allenatore di rugby a 15 britannico
- 17 gennaio - CoCo Lee, cantante, produttrice discografica e attrice hongkonghese († 2023)
- 17 gennaio - Sami Lopakka, chitarrista finlandese
- 17 gennaio - Chris William Martin, attore canadese
- 17 gennaio - Ilze Ose, ex cestista e allenatrice di pallacanestro lettone
- 17 gennaio - Freddy Rodríguez, attore statunitense
- 17 gennaio - Joseph Sirianni, ex tennista australiano
- 17 gennaio - Michał Witkowski, scrittore polacco
- 17 gennaio - Rami Yacoub, produttore discografico, compositore e paroliere svedese
- 17 gennaio - Patrick Zwaanswijk, allenatore di calcio e ex calciatore olandese
- 18 gennaio - Thomas Astruc, regista e sceneggiatore francese
- 18 gennaio - Vasilij Bezsmel'nicyn, ex sciatore alpino russo
- 18 gennaio - Connie Bismuto, attrice, doppiatrice e direttrice del doppiaggio italiana
- 18 gennaio - Ivan Clementi, pilota motociclistico italiano
- 18 gennaio - Laura Di Mariano, attrice italiana
- 18 gennaio - Igor Iezzi, politico italiano
- 18 gennaio - Joachim Lafosse, regista e sceneggiatore belga
- 18 gennaio - Danielle McCulley, ex cestista statunitense
- 18 gennaio - Rob Morris, ex giocatore di football americano statunitense
- 18 gennaio - Ellis Rastelli, ex ciclista su strada italiano
- 18 gennaio - DJ Baro, disc jockey e beatmaker italiano
- 18 gennaio - Artëm Žoga, militare e politico russo
- 19 gennaio - Aleksandăr Aleksandrov, ex calciatore bulgaro
- 19 gennaio - Natalie Cook, ex giocatrice di beach volley australiana
- 19 gennaio - Davoud Fanaei, ex calciatore iraniano
- 19 gennaio - Danny Granville, ex calciatore inglese
- 19 gennaio - Art Hsu, attore statunitense
- 19 gennaio - Somjit Jongjohor, pugile thailandese
- 19 gennaio - Mikaël Lesage, arbitro di calcio francese
- 20 gennaio - Aaron Cowie, ex rugbista a 15 neozelandese
- 20 gennaio - Norberto Fontana, pilota automobilistico argentino
- 20 gennaio - Zac Goldsmith, politico britannico
- 20 gennaio - Chris Harris, giornalista e conduttore televisivo britannico
- 20 gennaio - Éric Landry, allenatore di hockey su ghiaccio e ex hockeista su ghiaccio canadese
- 20 gennaio - Osama Nabih, allenatore di calcio e ex calciatore egiziano
- 20 gennaio - Daniele Nava, politico italiano
- 20 gennaio - Christian Negouai, ex calciatore francese
- 20 gennaio - Ira Newble, ex cestista e allenatore di pallacanestro statunitense
- 20 gennaio - Dick Tärnström, ex hockeista su ghiaccio svedese
- 21 gennaio - Filipe Azevedo, ex calciatore portoghese
- 21 gennaio - Marco Boffo, maratoneta e ultramaratoneta italiano
- 21 gennaio - Nicky Butt, dirigente sportivo, allenatore di calcio e ex calciatore inglese
- 21 gennaio - Thomas Castaignède, ex rugbista a 15 francese
- 21 gennaio - Aljaksandr Ermakovič, allenatore di calcio e ex calciatore bielorusso
- 21 gennaio - Casey FitzRandolph, pattinatore di velocità su ghiaccio statunitense
- 21 gennaio - Yūji Ide, ex pilota automobilistico giapponese
- 21 gennaio - Antonio Álvarez Pérez, allenatore di calcio e ex calciatore spagnolo
- 21 gennaio - Dalibor Matanić, regista croato
- 21 gennaio - Paolo Mazzarelli, attore e regista italiano
- 21 gennaio - Jason Moran, pianista e compositore statunitense
- 21 gennaio - Cristian Silvestri, ex calciatore italiano
- 21 gennaio - Bea Simóka, pentatleta ungherese
- 21 gennaio - Florin Şerban, regista e sceneggiatore rumeno
- 22 gennaio - Jonatan Binotto, allenatore di calcio e ex calciatore italiano
- 22 gennaio - Dmitrij Anatol'evič Davydov, allenatore di calcio e ex calciatore russo
- 22 gennaio - Aleksandr Gerasimov, ex pallavolista russo
- 22 gennaio - Balthazar Getty, attore e musicista statunitense
- 22 gennaio - Giampiero Lisarelli, attore italiano
- 22 gennaio - Nicola Stefanini, ex arbitro di calcio italiano
- 22 gennaio - David Výborný, ex hockeista su ghiaccio ceco
- 23 gennaio - B.G. Knocc Out, rapper statunitense
- 23 gennaio - Thomas Brdarić, dirigente sportivo, allenatore di calcio e ex calciatore tedesco
- 23 gennaio - Phil Dawson, ex giocatore di football americano statunitense
- 23 gennaio - Taketo Gohara, produttore discografico, arrangiatore e compositore giapponese
- 23 gennaio - Brahima Korbéogo, ex calciatore burkinabé
- 23 gennaio - Li Feng-ying, ex sollevatrice cinese
- 23 gennaio - Alessandro Malfer, ex arbitro di calcio a 5 italiano
- 23 gennaio - Ingeborg Helen Marken, ex sciatrice alpina norvegese
- 23 gennaio - Tito Ortiz, artista marziale misto e wrestler statunitense
- 24 gennaio - Gianluca Basile, ex cestista italiano
- 24 gennaio - Chiara Bottici, filosofa e saggista italiana
- 24 gennaio - Márcio Carlsson, ex tennista brasiliano
- 24 gennaio - Dean Downing, ex ciclista su strada, pistard e dirigente sportivo britannico
- 24 gennaio - Pierre Gallo, ex calciatore svedese
- 24 gennaio - Rónald Gómez, allenatore di calcio e ex calciatore costaricano
- 24 gennaio - Melisa Hadžimustafić, ex cestista bosniaca
- 24 gennaio - Reto Hug, triatleta svizzero
- 24 gennaio - Marina Millanta, ex cestista italiana
- 24 gennaio - Christophe Ono-dit-Biot, scrittore e giornalista francese
- 24 gennaio - Harálabos Papadiás, ex velocista greco
- 24 gennaio - Henna Raita, ex sciatrice alpina finlandese
- 24 gennaio - Katia Scionti, ex cestista italiana
- 24 gennaio - Roberto Sosa, allenatore di calcio e ex calciatore argentino
- 24 gennaio - Dmitrij Stratan, allenatore di pallanuoto e ex pallanuotista ucraino
- 25 gennaio - Gregor Cankar, ex lunghista sloveno
- 25 gennaio - Agnaldo Cordeiro Pereira, ex calciatore brasiliano
- 25 gennaio - Pedro Delgado Martín, ex atleta paralimpico spagnolo
- 25 gennaio - Ruth Díaz, attrice spagnola
- 25 gennaio - Allan Gaarde, ex calciatore danese
- 25 gennaio - Mia Kirshner, attrice canadese
- 25 gennaio - Martin Laciga, giocatore di beach volley svizzero († 2023)
- 25 gennaio - Mirko Mazzari, nuotatore italiano
- 25 gennaio - Elisabetta Rocchetti, attrice, regista e sceneggiatrice italiana
- 25 gennaio - Ricky Rodriguez, criminale statunitense († 2005)
- 25 gennaio - Markus Schroth, ex calciatore tedesco
- 25 gennaio - Yann Trégouët, attore francese
- 25 gennaio - John Wade, giocatore di football americano statunitense
- 26 gennaio - Tonje Larsen, ex pallamanista norvegese
- 26 gennaio - Frankie Rayder, supermodella statunitense
- 26 gennaio - John Tait, ex giocatore di football americano statunitense
- 26 gennaio - Pia Wunderlich, ex calciatrice tedesca
- 26 gennaio - Zhang Yong, ex calciatore e ex giocatore di calcio a 5 cinese
- 27 gennaio - Nicola Alberani, dirigente sportivo italiano
- 27 gennaio - Aloísio José da Silva, ex calciatore brasiliano
- 27 gennaio - Berardo Carboni, regista cinematografico, sceneggiatore e produttore cinematografico italiano
- 27 gennaio - Caroline Vigneaux, comica e attrice francese
- 27 gennaio - Cristian Casoli, pallavolista italiano
- 27 gennaio - Claudio Gioè, attore italiano
- 27 gennaio - Renee Humphrey, attrice statunitense
- 27 gennaio - Daniel Okonkwo, ex cestista statunitense
- 28 gennaio - Tommaso Cerno, giornalista e politico italiano
- 28 gennaio - Tanya Chua, cantante, compositrice e produttrice discografica singaporiana
- 28 gennaio - Terri Conn, attrice statunitense
- 28 gennaio - Elena Cotiga, ex cestista moldava
- 28 gennaio - Julian Dean, dirigente sportivo, ex ciclista su strada e pistard neozelandese
- 28 gennaio - Susana Feitor, marciatrice portoghese
- 28 gennaio - Magnus Heunicke, politico danese
- 28 gennaio - Hiroshi Kamiya, doppiatore giapponese
- 28 gennaio - Tim Montgomery, ex velocista statunitense
- 28 gennaio - Anne Montminy, ex tuffatrice, commentatore televisivo e avvocata canadese
- 28 gennaio - Christelle Morançais, politica francese
- 28 gennaio - Shark Boy, wrestler statunitense
- 28 gennaio - Riccardo Tozzi, ex arbitro di calcio italiano
- 29 gennaio - Sharif Atkins, attore statunitense
- 29 gennaio - Galit Chait, ex danzatrice su ghiaccio israeliana
- 29 gennaio - Kieron Dawson, ex rugbista a 15 e allenatore di rugby britannico
- 29 gennaio - Hendrik Dreekmann, ex tennista tedesco
- 29 gennaio - Frode Fermann, ex calciatore norvegese
- 29 gennaio - Matteo Frutti, ex ciclista su strada italiano
- 29 gennaio - Sara Gilbert, attrice, regista e sceneggiatrice statunitense
- 29 gennaio - Serhij Matvjejev, ex ciclista su strada, pistard e dirigente sportivo ucraino
- 29 gennaio - İlqar Məmmədov, ex calciatore azero
- 29 gennaio - Kelly Packard, attrice statunitense
- 29 gennaio - Alexis Proffitt, ex cestista statunitense
- 29 gennaio - Daisuke Tonoike, ex calciatore giapponese
- 29 gennaio - Jason William Walton, musicista statunitense
- 30 gennaio - Magnus Bäckstedt, ex ciclista su strada, pistard e dirigente sportivo svedese
- 30 gennaio - Erol Bulut, allenatore di calcio e ex calciatore turco
- 30 gennaio - Brian Fee, animatore, produttore cinematografico e regista statunitense
- 30 gennaio - Giacomo Galanda, ex cestista e dirigente sportivo italiano
- 30 gennaio - Leondino Giombini, ex pallavolista e allenatore di pallavolo italiano
- 30 gennaio - Juninho Pernambucano, dirigente sportivo e ex calciatore brasiliano
- 30 gennaio - Jay Larrañaga, ex cestista e allenatore di pallacanestro statunitense
- 30 gennaio - Manuela Mucke, canoista tedesca
- 30 gennaio - Michela Noonan, attrice italiana
- 30 gennaio - Luigi Sartor, ex calciatore italiano
- 30 gennaio - Martijn Spierenburg, tastierista olandese
- 30 gennaio - Botond Storcz, canoista ungherese
- 30 gennaio - Gerrit Terdenge, ex cestista tedesco
- 30 gennaio - Yumi Yoshimura, cantante e attrice giapponese
- 31 gennaio - Janelle Bynum, politica statunitense
- 31 gennaio - Cíntia Silva dos Santos, ex cestista e allenatrice di pallacanestro brasiliana
- 31 gennaio - Vincent Fernandez, ex calciatore francese
- 31 gennaio - Neville Godwin, allenatore di tennis e ex tennista sudafricano
- 31 gennaio - Miguel Ángel Gandara, ex calciatore cubano
- 31 gennaio - Papi Khomane, calciatore sudafricano († 2023)
- 31 gennaio - Kenard Lang, ex giocatore di football americano statunitense
- 31 gennaio - Massimiliano Mondello, pongista italiano
- 31 gennaio - Walter Pérez, ex pistard argentino
- 31 gennaio - Ricardo Phillips, ex calciatore panamense
- 31 gennaio - Matt Rhule, allenatore di football americano statunitense
- 31 gennaio - Jemeil Rich, ex cestista statunitense
- 31 gennaio - Carlos Sánchez, allenatore di calcio a 5 e ex giocatore di calcio a 5 argentino
- 31 gennaio - Fabian Schmidt, schermidore tedesco
- 31 gennaio - Jason Turner, tiratore a segno statunitense
- 31 gennaio - Preity Zinta, attrice indiana